# Polynema rufonigrum
Polynema rufonigrum är en stekelart som beskrevs av Soyka 1956. Polynema rufonigrum ingår i släktet Polynema och familjen dvärgsteklar. Inga underarter finns listade i Catalogue of Life.